# Matthias Rosenbauer
Matthias Rosenbauer (* 5. Januar 1970 in Neuendettelsau) ist ein deutscher Jazzschlagzeuger.

## Leben und Wirken
Rosenbauer studierte Schlagzeug an den Musikhochschulen in Würzburg und Nürnberg. Er arbeitete dann freiberuflich als Theatermusiker und trat mit Ack van Rooyen, Roger Kleier, Michael Schleinkofer, Rudi Mahall, Frank Möbus und Martin Schrack auf. Er arbeitete auch im Duo mit Gerhard Gschlößl, das mit Johannes Fink zum Trio Der Moment erweitert wurde. Er ist auch auf Alben mit John Q Irritated, mit Buddy & The Huddle, mit Dieter Köhnlein und mit Annie Gosfield zu hören. Mit Freunden betreibt er die Tante Betty Bar in Nürnberg, in der Livemusik zu hören ist. Seit 1998 ist er Dozent an der Musikhochschule Nürnberg.

## Diskographische Hinweise
- Der Moment: La Grande Perfettione (Trouble in the East, 2019)
- Dieter Köhnlein Trio: Haste Makes Waste (Hofa 2012, mit Rudi Engel)
- Der Moment: Transzendenz (Jazzwerkstatt 2009)
- John Q. Irritated: 5 Days of Flat Water (Hazelwood Records 2008 mit Dirk Hess, Gerhard Gschlößl sowie Oliver Stangl, Robert Alonso, Stefan Lang, Tobias Zillner, Gabriel Geller, Markus Riessbeck)
- Michael Schleinkofer m.s.t.: Musik 2 (Jazz4Ever 2004, mit Markus Schlesag)

## Lexikalische Einträge
- Jürgen Wölfer: Jazz in Deutschland. Das Lexikon. Alle Musiker und Plattenfirmen von 1920 bis heute. Hannibal, Höfen 2008, ISBN 978-3-85445-274-4.